# ستيف سامويلسون
ستيف سامويلسون (بالإنجليزية: Steve Samuelson)‏ هو سياسي أمريكي، ولد في 21 سبتمبر 1960. حزبياً، نشط في الحزب الديمقراطي. وقد انتخب عضو مجلس نواب بنسيلفانيا.